# Günser Straße
Die Günser Straße B 61 ist eine Landesstraße in Österreich. Sie führt auf einer Länge von 12,9 km von Oberpullendorf zur Kirchschlager Straße B 55 bei Rattersdorf.

## Geschichte
Die Günserstraße führte ursprünglich in Nord-Süd-Richtung von der Staatsgrenze bei Neckenmarkt über Horitschon, Großwarasdorf und Unterpullendorf bis zur Staatsgrenze bei Mannersdorf an der Rabnitz. Sie war Bestandteil der Reichsstraße, die von Preßburg über Ödenburg nach Varaždin führte.
Diese Strecke wurde 1923 in das österreichische Bundesstraßennetz aufgenommen. Nach dem Anschluss Österreichs wurde diese Straße im Zuge der Vereinheitlichung des Straßensystems am 1. April 1940 in eine Landstraße I. Ordnung umgewandelt und als L.I.O. 65 bezeichnet. Am 23. März 1942 wurde der südliche Streckenabschnitt zwischen Unterpullendorf und Mannersdorf durch einen Erlass des Generalinspekteurs für das Deutsche Straßenwesen zum Bestandteil der Reichsstraße 405 erklärt. Seit dem 1. Jänner 1949 gehört die Günser Straße wieder zum Netz der Bundesstraßen in Österreich.
Seit dem 1. September 1971 wird nur noch der südliche Streckenabschnitt zwischen Unterpullendorf und Mannersdorf als Bundesstraße geführt, der nördliche Streckenabschnitt wurde hingegen zur Landesstraße abgestuft.
Die Günser Straße befand sich wie die anderen ehemaligen Bundesstraßen in der Bundesverwaltung. Seit 1. April 2002 steht sie unter Landesverwaltung und führt zwar das B in der Nummer weiterhin, nicht aber die Bezeichnung Bundesstraße.

### Teilweiser Neubau als B 61a

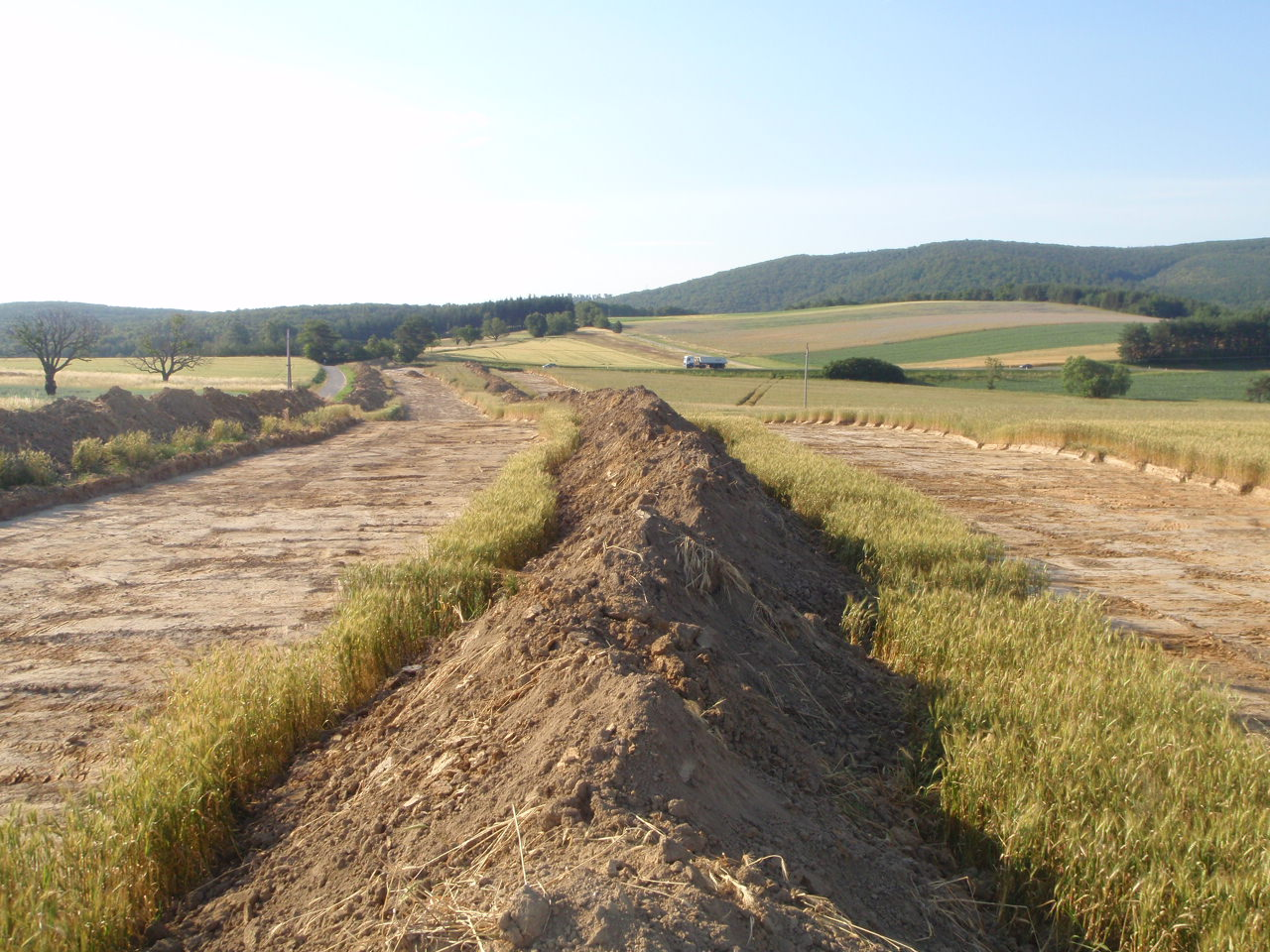
Archäologische Ausgrabung bei der künftigen Anschlussstelle Rattersdorf der Pullendorfer Straße B 61a (Juni 2014)

Ursprünglich war eine Verlängerung der Burgenland Schnellstraße S 31 von Oberpullendorf-Süd bis zur Günser Straße bei Unterpullendorf sowie in weiterer Folge bis zur ungarischen Grenze bei Rattersdorf geplant. Dieser Abschnitt wurde von Herbst 2014 bis 2020 als Landesstraße B 61a realisiert.